# Mughiphantes brunneri
Mughiphantes brunneri är en spindelart som först beskrevs av Thaler 1984.  Mughiphantes brunneri ingår i släktet Mughiphantes och familjen täckvävarspindlar.
Artens utbredningsområde är Italien. Inga underarter finns listade i Catalogue of Life.